# زوسویی

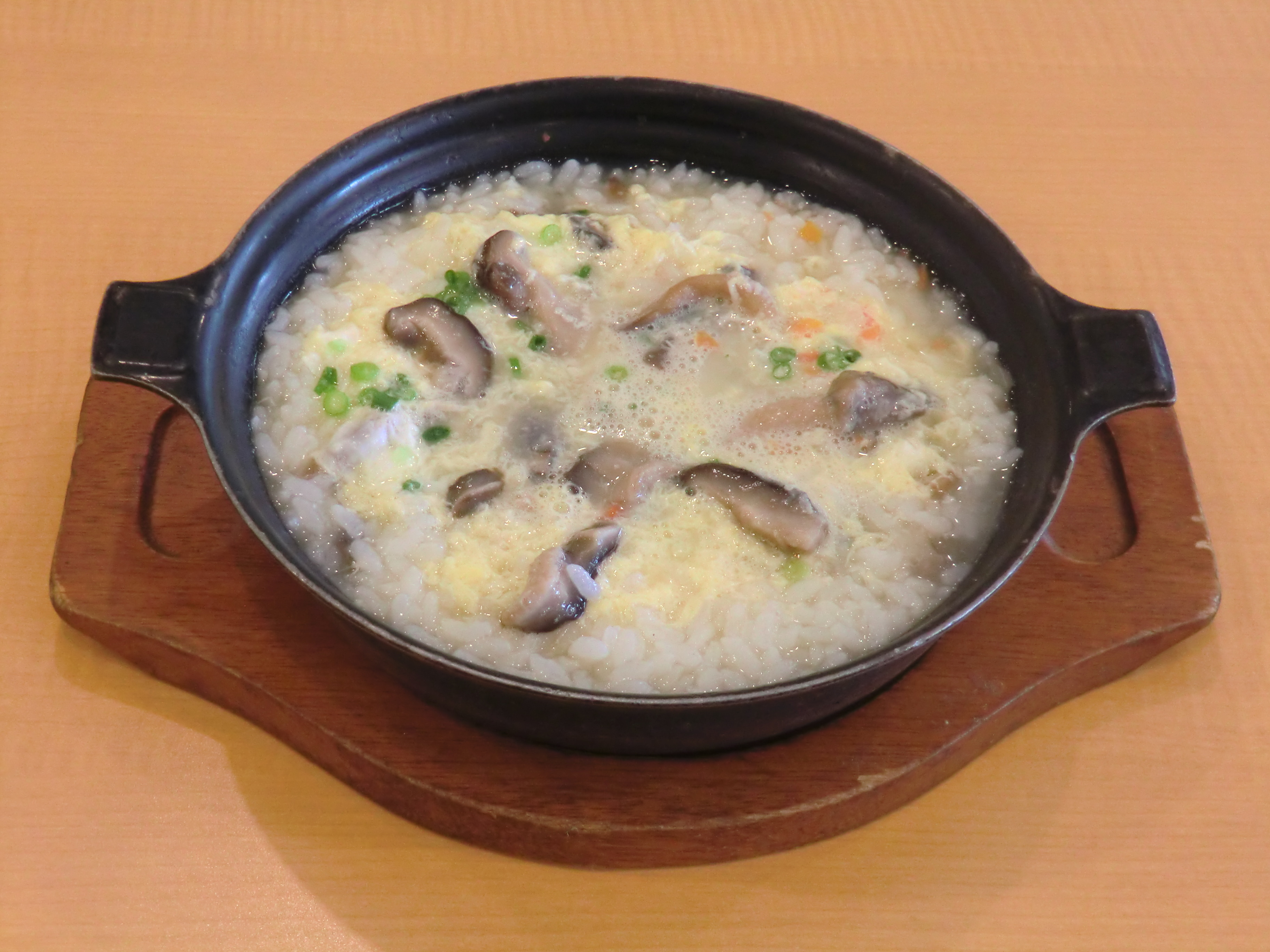
زوسویی قارچ

زُوسویی (به ژاپنی: 雑炊、ぞうすい Zosui) به یک نوع غذای برنجی در آشپزی ژاپنی گفته می‌شود. در این نوع غذا به گوهان (برنج ژاپنی) داشی (سوپ رقیق)، سس سویا، میسو یا چاشنی‌های دیگر افزوده می‌شود. به غیر از این چاشنی‌ها به برنج انواع گوشت، خوراک دریایی، قارچ و سبزیجات را افزوده و تمام مواد دوباره پخته می‌شود. در برخی از نواحی ژاپن به زوسویی اوجی‌یا おじや نیز گفته می‌شود. روش دیگر تهیهٔ زوسویی افزودن گوهان به باقیماندهٔ سوپ نابه‌ریوری (انواع آب‌گوشت ژاپنی مانند شابوشابو، سوکی‌یاکی) و پخت دوبارهٔ آن است معمولاً در این روش در اواخر پخت تخم‌مرغ بهم زده شده و تره فرنگی افزوده می‌شود.
در زمان های قدیم که امکان گرم کردن دوباره برنج آسان نبود با این روش از برنج باقی‌مانده استفاده می‌شد. در حال حاضر از این روش بیشتر برای استفاده از سوپ باقی‌مانده از نابه‌ریوری و با هنگام بیماری به مانند کایو (سوپ لعاب مانند برنج) استفاده می‌شود.